# 1,2-二㗁烷
1,2-二噁烷（英語：1,2-Dioxane）是分子式為 (CH2)4O2的有机化合物，是四氢呋喃生成的環狀过氧化物，存在于长期存放的四氢呋喃液体中。它是由鲁道夫·克里奇和缪勒在1956年通过1,4-甲磺酰基丁烷和过氧化氢反应首次合成的，并将其蒸馏为无色液体。酸和碱都会把它分解成γ-羟基丁醛。
目前還沒有分離出此化合物，不過已製備出有取代基的1,2-二噁烷，有些可以從自然界中分離出來。